# Tsuyoshi Watanabe
Tsuyoshi Watanabe (født 5. februar 1997) er en japansk fodboldspiller.
Han har spillet for flere forskellige klubber i sin karriere, herunder FC Tokyo.